# Babenhausen (Assia)
Babenhausen è una città tedesca di 17 409 abitanti, situata nel Land dell'Assia. La città di Babenhausen è composta dalle seguenti parti: Babenhausen (città centrale), Hergershausen, Sickenhofen, Langstadt, Harpertshausen e Harreshausen.